# Luciogobius pallidus
Luciogobius pallidus là một loài cá thuộc họ Gobiidae. Nó là loài đặc hữu của Nhật Bản.